# 비지터 (1993년 영화)
《비지터》(프랑스어: Les Visiteurs, 영어: The Visitors)는 프랑스에서 제작된 장마리 푸아레 감독의 1993년 판타지 코미디 영화이다. 크리스티앙 클라비에, 장 레노, 발레리 르메르시에 등이 출연하였고, 알랭 테르지앙 등이 제작에 참여하였다.
1993년 프랑스에서 개봉한 영화 중 가장 높은 흥행 수익을 거두었으며, 오늘날에도 프랑스에서 가장 높은 수익을 올린 영화 중 하나로 남아있다.
속편 《비지터 2》(1998), 《더 비지터: 리턴즈》(2016, Les Visiteurs : La Révolution)가 삼부작을 구성하며, 2001년 미국 리메이크 영화 《비지터 3: 저스트 비지팅》이 개봉하였다.

## 출연진
- 크리스티앙 클라비에
- 장 레노
- 발레리 르메르시에
- 마리안 샤젤
- 이자벨 낭티
- 제라르 세티
- 디디에 팽
- 장폴 뮈엘

## 기타 제작진
- 미술: 위그 티상디에
- 의상: 카트린 르테리에
- 특수 효과: 피토프